# Gaspard Auguste Got
Gaspard Auguste Got est un homme politique français né le 2 mai 1766 à Trun (Orne) et décédé le 25 novembre 1838 à Paris.
Frère de Jacques François Got, ancien député, il est banquier à Paris. Il est député de la Seine de 1822 à 1824, siégeant dans la majorité soutenant les gouvernements de la Restauration.
Il est enterré au cimetière du Père-Lachaise (25e division).

## Sources
- « Gaspard Auguste Got », dans Adolphe Robert et Gaston Cougny, Dictionnaire des parlementaires français, Edgar Bourloton, 1889-1891 [détail de l’édition]